# Phare de Senetosa
Le phare de Senetosa est bâti sur le cap de Senetosa, au sud du golfe de Valinco (Propriano) sur la commune de Sartène en Corse-du-Sud. Conçu par l’ingénieur et architecte Zevaco, il signale ce cap  sur la route maritime du golfe d'Ajaccio à Bonifacio

## Historique
Le phare de Senetosa a été construit tardivement par rapport au programme d'illumination de la Corse. Il a été conçu par l'ingénieur Zevaco. Les travaux ont débuté en 1889 et le phare a été allumé le 15 mai 1892 avec un feu blanc à éclat toutes les 5 secondes.
Alimenté à l'origine par de l'huile minérale, ce feu change de combustible en 1906 et passe à la vapeur de pétrole. Le phare est par la suite électrifié et automatisé en 1988,. Il ne possède plus de gardien depuis le printemps 2008. 
Fin 2011, le phare de Senetosa est le premier phare à passer sous la responsabilité du Conservatoire du littoral, dans le cadre du transfert de la gestion d'une soixantaine de phares de l’État au conservatoire décidé en 2011.

## Phare actuel

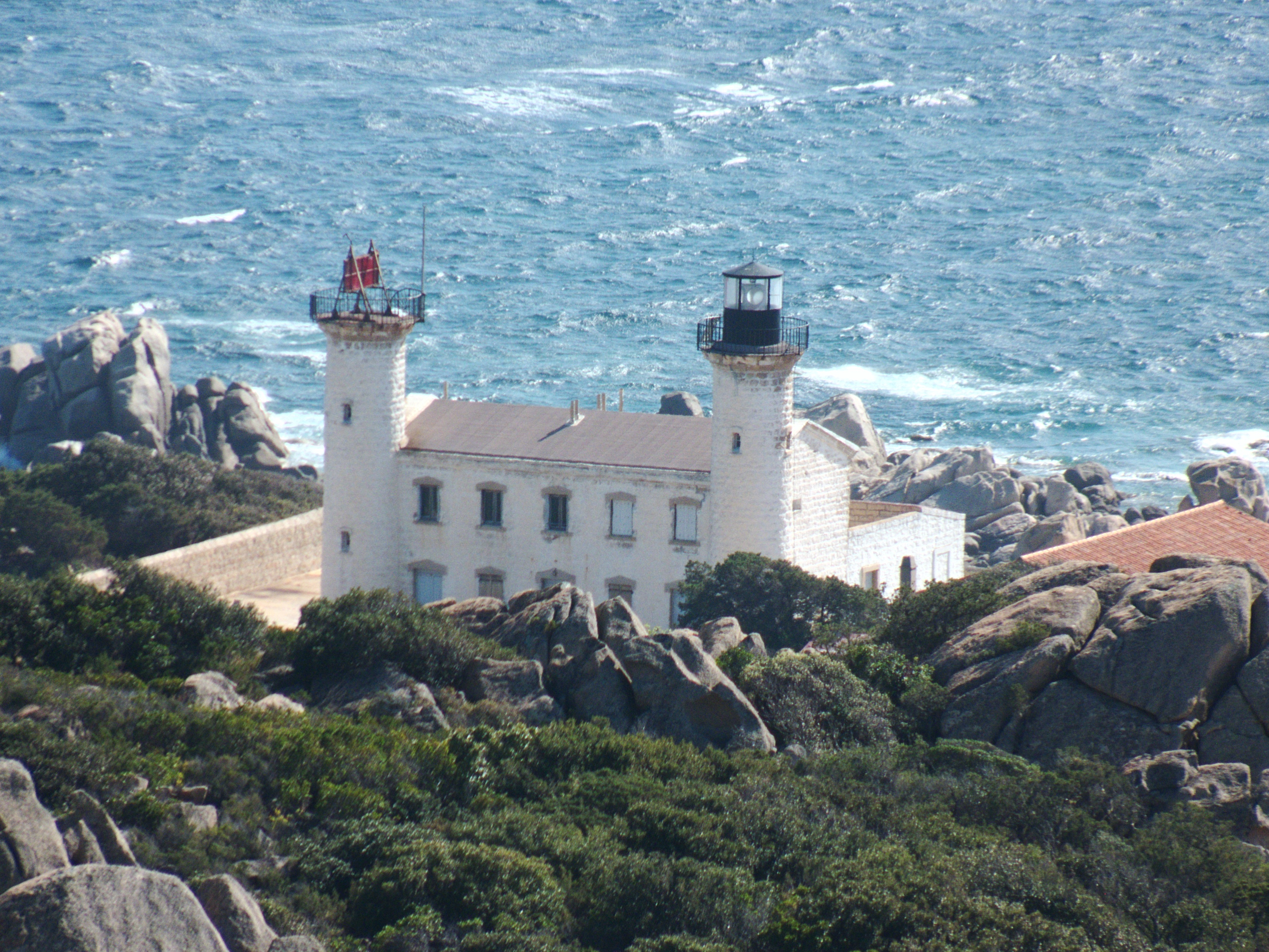
Le phare vu depuis la tour génoise de Senetosa

Ce phare est remarquable par sa forme : deux tourelles cylindriques entourant le bâtiment technique et les logements des gardiens. Le corps de bâtiment est en pierre de taille. Chacune des tours qui le flanque à une fonction précise : l’une porte la lanterne donnant le feu blanc à éclats, l'autre a des écrans rouges à son sommet, servant à projeter un secteur rouge vers les directions dangereuses que sont la pointe de Latoniccia et les écueils des Moines. Pour mieux assurer la sécurité des navires croisant dans ce secteur, il est complété en 1911 par le feu des Moines, une tourelle maçonnée érigée sur un îlot à 4 km du rivage, dont la construction, décidée en 1906, s'acheva en 1911,. 
Le phare de Senetosa est le lieu de passage des randonneurs qui vont de Tizzano à la Cala di Conca ou Campomoro par le chemin balisé entretenu par le Conservatoire du littoral, pour lesquels il pourra désormais être un refuge. Des travaux de réhabilitation et de transformation ont été entrepris par le Conservatoire du littoral en partenariat avec la fondation EDF, en vertu d'une convention de mécénat signée en octobre 2012.